# أوجين شارل كاتالان
أوجين شارل كاتالان (و. 30 مايو 1814 – 14 فبراير 1894 م) هو عالم رياضيات فرنسي وبلجيكي في آن واحد.

## أعماله
عمل في الكسور المستمرة والهندسة الوصفية ونظرية الأعداد والتوافقيات.